# Аббатство Орваль
Абба́тство Орва́ль (фр. Abbaye d'Orval, люкс. Abtei Orval) — траппистский монастырь на территории современной бельгийской провинции Люксембург. Является одним из старейших и известнейших в Бельгии. Одно из восьми мест, где делают настоящее траппистское пиво («Орваль») и собственный сорт сыра.

## Старый монастырь
В 1070 году по приглашению местного графа здесь обосновалась группа бенедиктинских монахов из Калабрии и начала возведение церкви и монастыря. Однако строительство закончилось только в сентябре 1124 года сообществом каноников.
В 1132 году в этой местности появились монахи-цистерцианцы из Шампани. Эти две группы монашествующих и сформировали единое сообщество нового монастыря, которое закончило строительство церкви.
Земля вокруг монастыря была неплодородная, и поэтому уже в 1132 году в 20 км от аббатства монахи получили в дар небольшой клочок земли для возделывания.
В результате бережливости монахов аббатство стало богатым и знаменитым. Однако войны, бушевавшие в Европе, оставили свой след и на монастыре — приблизительно в 1252 году он был сожжён. Восстановление заняло почти сто лет.
В течение XV и XVI веков войны между Францией и различными приграничными областями (Бургундия, Испания) принесли разрушение во многие области Европы. В 1637 году во время Тридцатилетней войны аббатство было сожжено и разграблено французскими наёмниками.
В 1793 во время Французской революции монастырь был вновь разграблен и сожжён дотла, а монахов изгнали за то, что они предоставили убежище австрийским войскам.

## Новый монастырь
В конце XIX века руины монастыря обрели вторую жизнь — в 1887 году земли и руины были приобретены семьёй Арэн (Harenne). Они пожертвовали земли ордену траппистов (цистерцианцам строго соблюдения) в 1926 году так, чтобы монашеская жизнь могла возобновиться на этой земле. В 1926—1948 годах был отстроен новый монастырь, и в 1935 году Орваль вернул себе ранг аббатства, а 8 сентября 1948 году была освящена новая церковь.
Сегодня для туристов доступны только руины старого монастыря и хоры церкви нового монастыря, с которых можно осмотреть интерьер монастырской церкви. Прочие помещения нового монастыря для туристов закрыты.